# Beautiful Mistake
Beautiful Mistake è un singolo del cantante statunitense Billy Howerdel, pubblicato il 20 maggio 2022 come terzo estratto dal primo album in studio What Normal Was.

## Descrizione
Primo di tre brani diffusi in anteprima nelle tre settimane precedenti al lancio del disco, Beautiful Mistake rappresenta un elogio all'errore attraverso una riflessione sull'autocritica:

## Tracce
Testi e musiche di William Howerdel.
1. Beautiful Mistake – 5:12

Tracce bonus nell'edizione di Spotify
1. Free and Weightless – 3:42
2. Poison Flowers – 5:32

## Formazione
Hanno partecipato alle registrazioni, secondo le note di copertina di What Normal Was:
Musicisti
- Billy Howerdel – voce, chitarra, programmazione, tastiera
- Josh Freese – batteria
- Matt McJunkins – basso aggiuntivo
- Tosh Peterson – batteria aggiuntiva

Produzione
- Billy Howerdel – produzione, ingegneria del suono
- Danny Lohner – produzione
- Smiley Sean – ingegneria del suono aggiuntiva
- Justin McGrath – montaggio digitale
- Matty Green – missaggio
- Joe LaPorta – mastering